# Getasan (Depok)
Getasan is een bestuurslaag in het regentschap Cirebon van de provincie West-Java, Indonesië. Getasan telt 3079 inwoners (volkstelling 2010).